# Kay Borowsky

Kay Borowsky (2007)

Kay Borowsky (* 28. Januar 1943 in Posen) ist ein deutscher Schriftsteller und Übersetzer.

## Leben
Borowskys Vorfahren stammen aus Riga, Lettland. Borowsky sollte ursprünglich die Buchhandlung seines Vaters in Riga übernehmen. Durch den Zweiten Weltkrieg wurden seine Eltern im Zuge der unfreiwilligen Umsiedlung der Baltendeutschen in das besetzte Polen verschlagen, weshalb er seine frühe Kindheit in Posen verlebte. Der Vater fiel 1944 auf dem Balkan. Auf der Flucht gegen Kriegsende aus Posen nach Berlin kam sein Bruder ums Leben. Über Umwege gelangten Kay Borowsky und seine Mutter schließlich nach Nagold, wo er seine Jugend verbrachte.
Nach dem Studium der Romanistik, Slawistik und Germanistik, das er 1973 mit einer Promotion abschloss (Boris Pasternaks Auffassung vom Wesen der Dichtung und von der Aufgabe des Dichters), arbeitete Kay Borowsky in Tübinger Buchhandlungen, unter anderem bei Gastl und Heckenhauer. Letztlich ergriff er damit den Beruf, den er nach dem Willen seines Vaters in Riga hätte ausüben sollen. Während des Studiums begann er zu schreiben. Kriminalromane wie Schnee fällt auf die Hüte (1983) oder Dauerlauf am Abend (1988) zeichnet die genaue Darstellung von Details aus.
Borowsky publizierte außer journalistischen Beiträgen für das Feuilleton verstärkt auch Übersetzungen von Lyrik und Prosa aus dem Englischen, Französischen und Russischen, darunter Werke von Edgar Allan Poe, Charles Baudelaire, Anna Achmatowa, Ossip Mandelstam, Wladislaw Chodassewitsch oder Michail Lermontow. Als Übersetzer ist er sowohl für Verlage als auch für Zeitschriften und Zeitungen tätig. Borowsky lebt in Tübingen.

## Literarisches Werk
Während seines Studiums veröffentlichte Borowsky neben Prosa auch Lyrik und Aphorismen. Der Lyrikband Dem Morgen entgegen ist 2010 in Frankreich zweisprachig erschienen.
Kay Borowsky variiert das literarische Erbe spielerisch, statt vor ihm zu erstarren. Dabei beerbt er nicht nur die eigenen, deutschsprachigen Autoren-Väter und -Vorväter, sondern greift Ideen und Bilder auf, um sie seinem geistigen Besitz anzueignen, deren Urhebern er sich geistesverwandt fühlt, unabhängig davon, wo und wann sie gelebt haben.
In Tübingen-Texten wie in den „Wanderungen in Tübingen und Europa“ (2005) oder in den Prosa-Miniaturen Vorsichtig, vorsichtig (1996) ironisiert er seinen Wohnort. Dort schreibt er beispielsweise über das „Wiener Gässle“, es sei „die wichtigste Straße von Tübingen, sie stellt die Verbindung zwischen dem Rathaus und der Alten Aula her und gibt der Stadt einen weltstädtischen Charakter“.

## Wirkung
„Der Tübinger ‚macht‘ selbst die eigenen Gedichte sehr viel weniger als dass er sie vielmehr findet, aufspürt, vielleicht auch abschmeckt. Er lässt sich von ihnen leiten, auch beeindrucken, wie von Naturerscheinungen“, urteilte über den Lyrikband Dem Morgen entgegen ein Rezensent des Schwäbischen Tagblatts.
Anlässlich der zweisprachigen Ausgabe des Werks  stellte Michel Passelergue in der international renommierten französischen Zeitschrift Europe – revue littéraire mensuelle fest: „Unablässiges Durchdringen der sinnlichen Wirklichkeit und des Wortmaterials bereichert die Poesie Borowkys mit frischen, oft unerwarteten Bildern.“

## Vermittlerleistung
Kay Borowskys Interesse an bibliophilen und literarischen Raritäten sowie die Liebe zu den Literaturen der Nachbarländer reicht weit über den engen nationalen Tellerrand hinaus und erklärt sich nicht zuletzt aus seiner Biographie: Bei ihm verbinden sich Respekt vor anderer Kultur und fremden geistigen Leistungen mit der Neigung des auch erblich vorbelasteten Buchhändlers zum gedruckten Wort. Als vielfach gefragter und hoch geachteter Übersetzer – sowohl für namhafte Verlage als auch für Printmedien wie die Neue Zürcher Zeitung – trägt er dazu bei, durch geistigen Austausch Brücken zu schlagen zwischen Nationen, die sich noch in den Weltkriegen feindlich gegenüberstanden.

## Werke

### Selbständig erschienene Werke
- Kunst und Leben. Die Ästhetik Boris Pasternaks. (Diss.) Olms, Hildesheim 1976, ISBN 3-487-06007-8
- Alphörner sind in die Stadt gekommen. Kurzprosa, Texte-Verlag, Tübingen 1978 (Edition Texte), ISBN 3-88213-007-5
- Goethe liebte das Seilhüpfen. Eine sehr vertrackte Literaturgeschichte der Eigenarten von Goethe bis Handke. Texte-Verlag, Tübingen 1980 (Edition Texte), ISBN 3-88213-019-9
- Landschaften fürs Ohr. Gedichte. Mit vier Radierungen von Jörg Neuner, Texte-Verlag, Tübingen 1982 (Edition Texte), ISBN 3-88213-022-9
- Und schon geht sie auf die Reise. Annas erstes Lebensjahr. 72 Gedichte mit 24 Scherenschnitten von Lotte Reiniger, Heliopolis, Tübingen 1982, ISBN 3-87324-053-X
- Schnee fällt auf die Hüte. Kriminalroman, Narr-Verlag, Tübingen 1983, ISBN 3-87808-192-8
- Guter Mond, du gehst so stille. Kriminalroman, Narr-Verlag, Tübingen 1984, ISBN 3-87808-201-0
- Schatten am Fluß. Kriminalroman, Narr-Verlag, Tübingen 1984, ISBN 3-87808-311-4
- Ein bißchen Lachen kann nicht schaden. Tödliche Geschichten, Narr-Verlag, Tübingen 1985, ISBN 3-87808-444-7
- Die Hinfälligkeit des Todes. Gedichte. Mit 12 Pinselzeichnungen von Maxime Alexandre, Heliopolis-Verlag, Tübingen 1985, ISBN 3-87324-058-0
- Heimwege. Gedichte. Mit Zeichnungen von Wolfram Wenig. Heliopolis, Tübingen 1986 (Horus), ISBN 3-87324-070-X
- Dauerlauf am Abend. Kriminalroman, Narr-Verlag, Tübingen 1988, ISBN 3-87808-478-1
- Lange hält uns die Zeit. Gedichte. Mit einer Originalradierung von Helga Seidenthal. Aldus-Presse, Reicheneck 1988
- Goethe liebte das Seilhüpfen. Satiren, mit Holzschnitten von Alfred Zacharias, Heliopolis, Tübingen 1989 (Horus), ISBN 3-87324-079-3
- Treppen. Gedichte, mit sieben Original-Linolschnitten von Wolfram Wenig, Aldus-Presse, Reicheneck 1990
- Der Treffpunkt aller Vögel. Gedichte, mit Zeichnungen von Wolfram Wenig, Alkyon-Verlag, Weissach im Thal 1990, ISBN 3-926541-10-5
- Bächlers Methode. Kriminalroman, Orte-Verlag, Zürich 1990, ISBN 3-85830-054-3
- Am Septembermeer. Gedichte, Aldus-Presse, Reicheneck 1991
- Wort-Berge. Unterwegs. Mit 23 Linolschnitten von Wolfram Wenig, Wortberg-Verlag, Tübingen 1992, ISBN 3-929191-00-8
- Gedichte zu Karl Poralla: Plastiken. Breitenholzer Igel-Verlag, Breitenholz 1992, ISBN 3-9802434-7-8
- Verse. Deutsch-russisch. Zus. mit Tamara Bukowskaja: Stichi. Russisch-deutsch (übersetzt von Kay Borowsky). Illustrationen von Valerij Mischin. Isdat. „Ol'ga“, St. Petersburg 1994, ISBN 5-86093-005-4
- 9-5-14. Gedichte zu Axel von Criegern: Originalgraphiken. Tübingen, Edition Brucknerweg 9, 1994
- WortWege. Gedichte. Mit Linolschnitten von Gerhard W. Feuchter. Wortberg-Verlag, Tübingen 1995, ISBN 3-929191-03-2
- Über die Liebe und andere Gegenstände. Neue Gedichte. Mit Linolschnitten von Wolfram Wenig. Aldus-Presse, Reicheneck 1996, ISBN 3-87324-085-8
- Vorsichtig, vorsichtig. Geschichten. Illustriert von Wolfram Wenig. Wortberg-Verlag, Tübingen 1996, ISBN 3-929191-05-9
- Initiales. Gedichte. Mit Linolschnitten von Wolfram Wenig. Wortberg-Verlag, Dettenhausen 1999
- Les mots chemins. Wortwege. Gedichte, deutsch/französisch. Les éditions Gaspard Nocturne, Romans-sur-Isère 2001, ISBN 2-914156-06-5
- Alter statt Friedhof. Grabinschriften. Wortberg-Verlag, Tübingen 2001, ISBN 3-929191-08-3
- Medizynika. Arzney & Poesie. Gedichte. Mit Linolschnitten von Wolfram Wenig. Wortberg-Verlag, Tübingen 2003, ISBN 3-929191-09-1
- In Tübingen und drumherum. Mit Kay Borowsky auf Tour durchs Ländle. Attempto-Verlag, Tübingen 2003, ISBN 3-89308-364-2
- Amselarien. Zum Jahr des Zaunkönigs: Das Buch zum Vogel. Gedichte. Mit Linolschnitten von Wolfgang Wenig. Wortberg-Verlag, Tübingen 2003, ISBN 3-929191-09-1
- Wanderungen in Tübingen und Europa. Attempto-Verlag, Tübingen 2005, ISBN 3-89308-376-6
- Worthäuser. Gedichte. Gestaltung: Wolfram Wenig. Wortbergverlag, Tübingen 2009, ISBN 978-3-929191-11-0
- dem Morgen entgegen – à la rencontre du matin. Gedichte, deutsch/französisch. Traduction française Marie-Paule Richard avec deux triptyques de René Schlosser. Atelier du Hanneton 2010

### Übersetzungen
- Alexander Puschkin: Pique Dame. Reclam, Stuttgart 1971 (zweisprachig), ISBN 3-15-001613-4
- Alexander Puschkin: Eugen Onegin. Ein Roman in Versen. Reclam, Stuttgart 1972, durchgesehene Neuauflage 2001 ISBN 3-15-000427-6
- Iwan Bunin: Der Herr aus San Francisco. Reclam, Stuttgart 1975 (zweisprachig), ISBN 3-15-009788-6
- Iwan Turgenjew: Erste Liebe. Reclam, Stuttgart 1976 (zweisprachig), ISBN 3-15-001732-7
- Jurij Kasakow: Arktur, der Jagdhund. Reclam, Stuttgart 1976 (zweisprachig), ISBN 3-15-009833-5
- Alexander Solschenizyn: Matrjonas Hof. Matthiesen, Husum 1977
- (mit Gisela Reichert) Alexander Solschenizyn: Ein Tag im Leben des Iwan Denissowitsch. Hamburger Lesehefte, Husum 1978
- Anton Tschechow: Die Möwe. Komödie in vier Akten. Reclam, Stuttgart 1978, ISBN 3-15-004319-0
- Anton Tschechow: Der Mensch im Futteral. Reclam, Stuttgart 1978; Neuauflage unter dem Titel Erzählungen 1986, ISBN 3-15-009901-3
- (mit E. Honig) Isaak Babel: So wurde es in Odessa gemacht. Reclam, Stuttgart 1979
- Anton Tschechow: Die Dame mit dem Hündchen. Reclam, Stuttgart 1979 (zweisprachig), ISBN 3-15-005290-4
- Leonid Andrejew: Der große Schlemm. Reclam, Stuttgart 1981 (russ.u.dt.)
- Anton Tschechow: Iwanow. Drama in vier Akten. Reclam, Stuttgart 1981, ISBN 3-15-007740-0
- (Mitübersetzer) Russische Lyrik. Gedichte aus drei Jahrhunderten. Piper, München 1981
- (Mitübersetzer) Anna Achmatowa: Im Spiegelland. Gedichte. Piper, München 1982, ISBN 3-492-10833-4
- (Mitübersetzer) Boris Schapiro: Metamorphosenkorn. Mit 5 Federzeichnungen von Paul Zepelinsky. Heliopolis, Tübingen 1982, ISBN 3-87324-050-5
- Pariser Traum. Gedichte von Nerval, Baudelaire, Mallarmé, Verlaine und Rimbaud in neuen Übersetzungen. Heliopolis, Tübingen 1984 (zweisprachig), ISBN 3-87324-054-8
- Lew Druskin: Mein Garten ist zerstört. Gedichte. Narr-Verlag, Tübingen 1983, ISBN 3-87808-187-1
- (Mitübersetzer) Alexander Puschkin: Ein Denkmal schuf ich mir. Ausgewählte Gedichte. Narr-Verlag, Tübingen 1983 (Das russische Gedicht), ISBN 3-87808-190-1
- Lew Druskin: Am Abend ging ich fort. 25 Gedichte. Narr-Verlag, Tübingen 1984 (zweisprachig), ISBN 3-87808-199-5
- Maxime Alexandre: Das Meer sang fern von uns. Gedichte. Henssel, Berlin 1984 (zweisprachig), ISBN 3-87329-526-1
- Alexander Puschkin: Mozart und Salieri. Reclam, Stuttgart 1985 (zweisprachig), ISBN 3-15-008094-0
- Wladislaw Chodassjewitsch: Europäische Nacht. Gedichte. Narr-Verlag, Tübingen 1985, ISBN 3-87808-704-7
- Lew Druskin: Der Neckar fließt nach Leningrad. Erinnerungen. Narr-Verlag, Tübingen 1986, ISBN 3-87808-840-X
- Charles Juliet: Begegnungen mit Maurice Estève. Heliopolis, Tübingen 1987 (Horus), ISBN 3-87324-062-9
- Maxime Alexandre: Memoiren eines Surrealisten. Mit einem Flugblatt zur ‚Affäre Aragon‘ und Auszügen aus dem Tagebuch. Ergänzt durch die Chronik des französischen Surrealismus von Volker Schröder. Mit einem Foto von Man Ray, Zeichnungen von Hans Arp und M. Alexandre. Heliopolis, Tübingen 1987, ISBN 3-87324-061-0
- Lydia Tschukowskaja: Aufzeichnungen über Anna Achmatowa. Narr-Verlag. Tübingen 1987 (Edition Orient-Occident 7), ISBN 3-87808-269-X
- Marceline Desbordes-Valmore: Gewitter der Liebe. Gedichte. Heliopolis, Tübingen 1987 (Horus) (zweisprachig), ISBN 3-87324-067-X
- (Mitübersetzer:) Lew Druskin: Im Atem des Windes. Gedichte. Aldus-Presse, Reicheneck 1987
- Charles Juliet: Tagebuch 1957–1981. Heliopolis, Tübingen 1988, ISBN 3-87324-065-3
- (Mitübersetzer:) Wjatscheslaw Kuprijanow: Wie man eine Giraffe wird. Gedichte. Alkyonverlag, Weissach im Tal 1989 (zweisprachig), ISBN 3-926541-98-9
- Iwan Bunin: Zwanzig Miniaturen. Mit Illustrationen von Zbigniew Dolatowski, Aldus-Presse, Reicheneck 1989
- Paul Léautaud: Sommerfrische, Sommerfrische. Heliopolis, Tübingen 1989 (Horus), ISBN 3-87324-081-5
- Cyrille Fleischmann: Tanzvogel spielt zur Hochzeit auf. Jüdische Geschichten aus Paris. Heliopolis, Tübingen 1989, ISBN 3-87324-078-5
- Charles Juliet: Jahr des Erwachens. Roman. Heliopolis, Tübingen 1990, ISBN 3-87324-085-8
- Georgij Iwanow: Gedichte. Mit einer Lithographie von Michael Gompf. Aldus-Presse, Reicheneck 1990. (zweisprachig)
- (Mitübersetzer) Boris Pasternak: Ljuvers Kindheit. Erzählung. Briefe. Gedichte. Oberbaum-Verlag, Berlin 1990 (Übersetzung der Gedichte, zweisprachig), ISBN 3-926409-28-2
- Russische Lyrik im 20. Jahrhundert. Mit 23 Porträtzeichnungen von Wolfram Wenig. Heliopolis, Tübingen 1991, ISBN 3-87324-094-7, ISBN 3-87324-095-5
- Aleksandr Kušner: Die Zeit ist unsre Haut. Gedichte. Mit einer Porträtzeichnung von Wolfram Wenig. Hölderlin-Gesellschaft, Tübingen 1990 (zweisprachig)
- (Mitübersetzer) Anna Achmatowa: Briefe, Aufsätze, Fotos. Hrsg. v. Siegfried Heinrichs. Oberbaum-Verlag, Berlin 1991, ISBN 3-926409-60-6
- Edgar Allan Poe: Der Rabe. Mit 4 Linolstichen von Zbigniew Dolatowski. Aldus-Presse, Reicheneck 1992 (zweisprachig)
- Andrej Platonow: Das Volk Dshan. Der Takyr. Die Baugrube. Erzählungen, Briefe, Fotos, Dokumente. Hrsg. v. Siegfried Heinrichs. Oberbaum-Verlag, Berlin 1992, ISBN 3-926409-79-7
- (Mitübersetzer) Ossip Mandelstam: Wie ein Lied aus Palästina. Gedichte, Briefe, Dokumente. Hrsg. v. Siegfried Heinrichs. (Übersetzung der Gedichte und Dokumente) Oberbaum-Verlag, Berlin 1992, ISBN 3-926409-53-3
- (mit Marlene Milack) Andrej Platonow: Erzählungen. Reclam-Verlag, Stuttgart 1993, ISBN 3-15-008767-8
- Edgar Allan Poe: Die Maske des Roten Todes und andere Geschichten. München, Martus-Verlag 1995, ISBN 3-928606-16-6
- Nikolaj Gogol: Tagebuch eines Wahnsinnigen. Erzählungen. München, Martus-Verlag 1995, ISBN 3-928606-17-4
- Iwan Bunin: Der Sonnenstich. Erzählungen. Reclam-Verlag, Stuttgart 1995, ISBN 3-15-009343-0
- Daniil Charms: Fälle. Reclam-Verlag, Stuttgart 1995 (zweisprachig), ISBN 3-15-009344-9
- Anton Tschechow: Der schwarze Mönch. Reclam-Verlag, Stuttgart 1996 (zweisprachig), ISBN 3-15-005315-3
- Petersburg – die Trennung währt nicht ewig. Eine Stadt im Spiegel des Gedichts. Staudacher Verlag 1996 (zweisprachig), ISBN 3-928213-03-2
- Fjodor M. Dostojewskij: Ein kleiner Held. Hamburger Lesehefte Verlag 1996 (193. Hamburger Leseheft), ISBN 3-87291-192-9
- (Mitübersetzer) Warlam Schalamow: Ankerplatz der Hölle. Erzählungen. Gedichte. Briefe. Fotos. (Übersetzung der Gedichte, Briefe und Essays). Oberbaum-Verlag, Berlin 1997, ISBN 978-3-926409-80-5
- Iwan Bunin: Nur die Trauer tröstet ganz. Gedichte. Attempto-Verlag, Tübingen 1997 (Lyrik im Hölderlinturm) (zweisprachig), ISBN 3-89308-257-3
- (Mitübersetzer) Anna Achmatowa: Poem ohne Held. (Übersetzung der Erinnerungen an Anna Achmatowa.) Oberbaum-Verlag, Chemnitz u. a. 1997, ISBN 3-926409-40-1
- Bei mir in Moskau leuchten die Kuppeln. Eine Stadt im Spiegel ihrer Gedichte. Staudacher-Verlag, Stuttgart 1997 (zweisprachig), ISBN 3-928213-06-7
- Alexander Puschkin: Gedichte. Reclam-Verlag, Stuttgart 1998 (zweisprachig), ISBN 3-15-003731-X
- Alexander Puschkin: Der steinerne Gast. Reclam-Verlag, Stuttgart 1999 (zweisprachig), ISBN 3-15-000428-4
- Fjodor M. Dostojewskij: Weiße Nächte. Martus-Verlag, München 1999, ISBN 3-928606-25-5
- Leonid Andrejew: Der Gedanke. Geschichte eines Verbrechens. Mit Zeichnungen von Franziska Statkus. Staudacher-Verlag, Stuttgart 1999, ISBN 3-928213-07-5
- Russische Liedermacher: Wyssozkij, Galitsch, Okudschawa. Reclam-Verlag, Stuttgart 1999 (zweisprachig), ISBN 3-15-018056-2
- Michail Lermontow: Gedichte. Reclam-Verlag, Stuttgart 2000 (zweisprachig), ISBN 3-15-003051-X
- Alexander Puschkin: Das Märchen vom Zaren Saltan und seinem Sohn, dem berühmten und mächtigen Heldenfürsten Gwidon Saltanowitsch, und der wunderschönen Schwanenprinzessin. Reclam-Verlag, Stuttgart 2001 (zweisprachig), ISBN 3-15-018126-7
- Sinaida Hippius: Verschiedener Glanz. Gedichte, Briefe an Nina Berberowa und Wladislaw Chodassewitsch, Fotos, Dokumente (Übersetzer der Gedichte) Oberbaum-Verlag, Berlin 2002, ISBN 3-928254-11-1
- Anna Achmatowa: Der Abend. Gedichte. Staudacher-Verlag, Horb-Rexingen 2003, ISBN 3-928213-12-1
- (Mitübersetzer) Anton Tschechow: Erzählungen in 4 Bänden. Artemis und Winkler-Verlag, Düsseldorf 2003–2004
- Anton Tschechow: Der Alte Mann. Eine langweilige Geschichte. Büchergilde Gutenberg, Frankfurt 2004, ISBN 3-7632-5490-0
- Charles Baudelaire: Le spleen de Paris / Pariser Spleen. Petits poèmes en prose / Kleine Gedichte in Prosa. Reclam-Verlag, Stuttgart 2008 (zweisprachig), ISBN 978-3-15-018556-8
- Russische Gedichte. Reclam-Verlag, Stuttgart 1994, erweiterte Neuauflage 2009 (zweisprachig), ISBN 978-3-15-018609-1
- (mit Barbara Heitkamp) Warlam Schalamov: Ankerplatz der Hölle. Erzählungen, Gedichte, Briefe, Fotos. Oberbaum-Verlag, Berlin 2009, ISBN 978-3-926409-80-5
- Anna Achmatowa: Liebesgedichte. Herausgegeben von Ulla Hahn, Auswahl und Übersetzung aus dem Russischen von Kay Borowsky, Nachwort von Elisabeth Cheauré.   Reclam-Verlag, Stuttgart 2013, ISBN 978-3-15-010845-1

### Herausgebertätigkeit
- Und nun ist das Wort aus Stein gefallen. Russische Frauenyrik im 20. Jahrhundert. S. Fischer-Verlag, Frankfurt a. M. 1993 (Fischer-Taschenbuch Nr. 11622) (zweisprachig, Übersetzung vom Herausgeber), ISBN 3-596-11622-8
- (mit Ludolf Müller) Russische Lyrik. Von den Anfängen bis zur Gegenwart. Reclam, Stuttgart 1983 (zweisprachig); 5., erweiterte Auflage 1998, ISBN 3-15-007994-2
- Fünfzig russische Gedichte. Reclam-Verlag, Stuttgart 2001 (zweisprachig, Übersetzung vom Herausgeber), ISBN 3-15-018110-0
- (mit Barbara Werner) Tübingen im Gedicht. „und stochern weiter durchs Aquarell“. Edition J. J. Heckenhauer, Tübingen 2003, ISBN 3-9806079-3-3